# Marianela Quintero
Marianela Quintero Jácome (Bogotá, Colombia, 5 de diciembre de 1985) actriz colombiana con formación de teatro, cine y televisión. Más de quince años de experiencia  en las artes escénicas. Inició su formación profesional en el teatro de La Candelaria de Bogotá, para luego continuar  sus estudios con el francés Serge Ouaknine y el reconocido actor y preparador de actores Alfonso Ortiz. 

## Carrera
En el 2012 viaja a la Ciudad de Buenos Aires y se matricula en la Escuela Augusto Fernández. Durante su estadía también incursionó en diferentes talleres de actuación, construcción de personaje, interpretación de texto e improvisación. En el 2015 estudia el Método Meisner con Steven Ditmyer. 
Actualmente se encuentra en el taller integral del Teatro Petra, bajo la dirección del dramaturgo, actor y director Fabio Rubiano. 

## Filmografía

### Televisión
- La venganza de Analía 2 (2025) -
- Arelys Henao, aún queda mucho por cantar (2024) - Mayerli de Hurtado
- El Inquisidor (2022) - Cielo[1]
- 1977 (2021)[2]
- Enfermeras (2021)
- Interiores (2021) - Sandra[3]
- Francisco el matemático (2017) - Cristina Garcia
- Azúcar (2016) - Milena
- El laberinto de Alicia (2014) - Karen
- La promesa (2013) - Diana
- Un Sueño Llamado Salsa (2010-2011) - Milena Torres
- Victorinos (2009-2010) - Marcela
- El último matrimonio feliz (2008-2009) - Jennifer Julieth "Jenny" Salgar Álvarez
- Tiempo final (2007)
- Por amor (2006) - Mónica
- Juego limpio (2005-2006) - Valentina Saldarriaga
- Padres e hijos - (2005)
- Galileo Galilei - (2002)

### Teatro
- Pigmaleón George Bernard Shaw. Adaptación. Única función. Teatro Petra (2019)
- Encuentro. Idea Original. Única Función. Teatro Petra (2018)
- A 2.50 La Cuba Libre. Casa Ensamble (2013)
- Los inquilinos de la ira, de Jairo Aníbal Niño (2005)
- Bodas de sangre, de Federico García Lorca (2013)

### Cine
- Cortometraje Encuentro con el Olvido. Por Alejandro Achury Ospina. Protagónico